# Famille DeCavalcante
La famille DeCavalcante est une famille du crime organisé qui contrôle les activités criminelles d'Elizabeth dans le New Jersey, agissant aussi sur l'autre rive du fleuve Hudson, à New York. Elle est l'une des vingt-cinq familles qui composent la mafia américaine, plus connue sous le nom de Cosa nostra. Elle maintient des liens forts avec les Cinq Familles de New York, la famille de Philadelphie et la famille Patriarca de Providence en Nouvelle-Angleterre. Ses activités comprennent le racket de syndicat de travailleurs, le blanchiment d'argent, le trafic de drogue, les paris clandestins, le prêt usuraire, l'extorsion, les contrats d'assassinat, les constructions, fraude et fraude téléphonique et internet, le détournement de fonds, le vol.

## Impact sur la culture populaire
La famille DeCalvalcante a servi de base d'inspiration pour la famille mafieuse fictive dans Les Soprano, une série de la chaîne de télévision HBO.